# كنيسة القديسة مريم (حارة زويلة)
كنيسة مريم العذراء في حارة زويلة هي من اقدام كنائس مصر وتقع في منطقة حارة زويلة، قرب الفاطمية قسم من القاهرة. من المحتمل أن يكون قد تم بنائها في حوالي القرن العاشر الميلادي، على الرغم من أنه تم ذكرها لأول مرة كتابةً في أوائل القرن الثاني عشر بمناسبة تكريس أسقف القاهرة الجديد في عهد بابوية مقاريوس. كانت كنيسة العذراء مريم في حارة زويلة مقر بابا الإسكندرية للأقباط الأرثوذكس منذ حوالي عام 1400 حتى 1520.

## التاريخ والعمارة
تأسست كنيسة العذراء مريم في حارة زويلة بالتزامن مع تعيين أسقف جديد للقاهرة. تم تدمير الكنيسة في عام 1321، ولكن بعد إعادة بنائها أصبحت مقر بابا الإسكندرية الأقباط الأرثوذكس. تم إعادة تشكيل الكنيسة وتجديدها حيث تم تغيير الهيكل البازيليكي الأصلي. في الأصل، كانت الكنيسة تتميز بحنية صغيرة نسبيًا وحنية نصف دائرية. مثل معظم الكنائس القبطية، تتكون الكنيسة من مجاز الكنيسة (الرواق)، وصحن الكنيسة مع اثنين من الممرات الجانبية، وخورس الشمامسة مع ثلاثة مذابح.
هناك ثلاثة صفوف من الأعمدة الرخامية القديمة تفصل بين الممرات الشمالية والجنوبية والصحن عن الرواق. أمبون رخامي مدعوم على أربعة أعمدة رفيعة ملتوية. على الجانب الآخر من خورس الشمامسة يوجد شعاع مثبت عليه لوحة حديثة للعشاء الأخير. المنبر على شكل نسر محفور في الخشب.
الايقونستاس للمذبح الأوسط مصنوع من خشب الأبنوس مطعم بالعاج، ومثبت عليه ثلاثة عشر ايقونة لمريم العذراء والاثني عشر رسولا. يوجد فوق الأيقونات قضيب وعلى كل جانب تنين ونسر في صراع. كل نسر عليه لوحة تُظهر يوحنا المعمدان على اليمين ومريم العذراء على اليسار. الايقونستاس للمذبح الجنوبي مخصص للملاك جبرائيل وبابه يعود إلى العصر الفاطمي، وهو مطعّم بألواح عاجية ومنقوشة على شكل نقوش لطيور وحيوانات. توجد قبة شاهقة مزينة بمثلثات ذات بوابات فوق المذبح. قبة المذبح نفسها على شكل قبة على أربعة أعمدة رخامية.
الأرضية امام المذبح الجنوبي بها بئر، وفقًا للتقاليد، بارك المسيح هذا الماء أثناء هروب العائلة المقدسة في مصر. يعتقد أن مياهه لها قوة شفائية. يوجد على طول الجزء العلوي من الايقونستاس سبعة أيقونات تعود إلى القرن التاسع عشر. وهي تصور البشارة والميلاد والمعمودية والدخول إلى اورشليم والقيامة والصعود وحلول الروح القدس.
يوجد مزار مجاور للمذبح الجنوبي يحتوي على العديد من الايقونات الشهيرة، بما في ذلك أيقونة مريم العذراء التي يعود تاريخها إلى القرن الرابع عشر. تجلس فيها العذراء مريم على شجرة تنمو من جذع يسى (إشعياء 11: 1-10). يحيط بها الاربعة انبياء الكبار والإثني عشر انبياء الصغار، وفوقهم ملاكان. وفقًا للتقاليد، كلما وقع البابا متاؤس الاول في تجربة، كان يقف أمام هذه الأيقونة ويتوسل اليها بالسؤال وحينئذ تظهر العذراء مريم له وتعزيه. ويقال أيضًا أن الانبا رويس كان بصلى أمام هذه الأيقونة.
يحتوي الجانب الشرقي من الجزء الشمالي (مفصول من الكنيسة) على مذبحين امامهم شباك مطعم بالعاج. تم تكريس المذبح الأول لرئيس الملائكة ميخائيل، والمذبح الثاني ليوحنا المعمدان. في الطرف الغربي يوجد مزار في وسطه أيقونة للصلب. تم وضع أيقونتين لمعمودية المسيح والسيدة العذراء على الجانبين الأيمن والأيسر. تبلغ أبعاد الكنيسة اليوم 28 متراً في 19 متراً ويبلغ ارتفاعها 11.5 متراً.

## دير راهبات السيدة العذراء مريم
تم إلحاق دير بناه البابا كيرلس الرابع بالكنيسة. الدير به كنيسة صغيرة للراهبات في الرواق على الجانب الشمالي من الكنيسة.

## مكتبة
هناك مكتبة داخل الكنيسة تحتوي على العديد من المخطوطات القيمة وعدد من الأيقونات المهمة، بما في ذلك إحدى أيقونات البشارة التي ترجع إلى حوالي عام 1355 م.